# 助任緑地

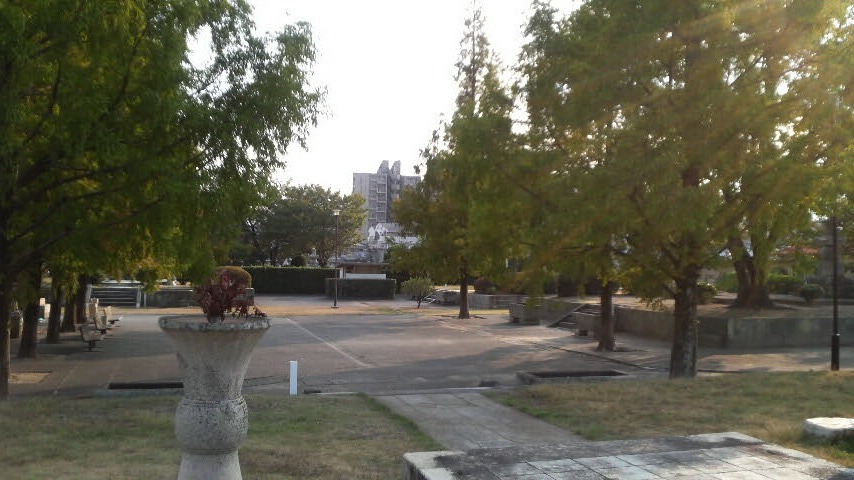
緑地内の広場

助任緑地（すけとうりょくち）は、徳島県徳島市下助任町の興源寺（徳島藩主蜂須賀家墓所）一帯に広がる都市公園（都市緑地）である。

## 概要
1985年（昭和60年）に徳島市によって興源寺（徳島藩主蜂須賀家墓所）を墓地公園（助任緑地）として整備した。園内には徳島藩主・蜂須賀氏の歴代藩主・及び一族の墓が並び、2002年（平成14年）9月20日に国の史跡に指定された。
5月から6月にかけては約2000株のハナショウブが開花する。また園内には興源寺川が流れこんでいる。

## 交通
- JR徳島駅より徒歩約15分。
- 徳島市営バス・吉野川橋行き「助任小橋」下車より徒歩約2分。